# Tunnel van Landelies
De tunnel van Landelies is een spoortunnel in de gemeente Fontaine-l'Évêque. De tunnel heeft een lengte van 441 meter. De dubbelsporige spoorlijn 130A gaat door deze tunnel. De tunnel is genoemd naar Landelies, een deelgemeente van Montigny-le-Tilleul.